# José Carmelo Pessoa de Melo

José Carmelo Pessoa de Melo foi um político e militar, nascido na cidade de Goiana nos últimos anos do século XVIII. Durante a Revolução Pernambucana ele ganhou o cargo de sargento-mor do Regimento de Cavalaria Auxiliar, sendo preso na Bahia logo depois, e beneficiado nas vésperas da independência, no ano de 1821, com a sua liberdade. Participou também de outros movimentos libertários em Goiana, Igarassu, Olinda e Recife. No ano de 1823 foi designado como comandante das Armas da Província.